# Blanche-Neige et les Sept Vieux Garçons
Pour les articles homonymes, voir Blanche-Neige (homonymie).
Pour plus de détails, voir Fiche technique et Distribution.
Blanche-Neige et les Sept Vieux Garçons (Η Χιονάτη και τα επτά γεροντοπαλίκαρα (H Chionati kai ta epta gerontopalikarra)) est un film grec réalisé par Iákovos Kambanéllis et sorti en 1960.

## Synopsis
Une jeune femme, Alexia (Jenny Karezi), originaire de la campagne, est amoureuse de Paris. Mais, lorsque celui-ci s'absente, elle se retrouve en butte aux attaques de la mère de Paris. Elle s'enfuit et se perd. Elle arrive dans une maison occupée par sept vieux frères célibataires qui l'accueillent et la traitent comme un membre de la famille. Cependant, la mère de Paris la retrouve et recommence son harcèlement. Elle est finalement sauvée par le retour de Paris.

## Fiche technique
- Titre : Blanche-Neige et les Sept Vieux Garçons
- Titre original : grec moderne : Η Χιονάτη και τα επτά γεροντοπαλίκαρα (H Chionati kai ta epta gerontopalikarra)
- Réalisation : Iákovos Kambanéllis
- Scénario : Iákovos Kambanéllis
- Société de production : Rousopoulos Frères
- Directeur de la photographie : Giovanni Varriano
- Montage : Aristidis Karydis Fuchs
- Direction artistique : Tassos Zographos
- Costumes :
- Musique : Mimis Plessas
- Pays d'origine : Grèce
- Genre : Comédie
- Format  : 35 mm noir et blanc
- Durée :
- Date de sortie : 1960

## Distribution
- Jenny Karezi
- Orestis Makris
- Christos Efthymiou (el)
- Vassílis Avlonítis
- Mimis Fotopoulos
- Andreas Barkoulis (el)
- Alekos Livaditis (en)
- Nikos Stavridis (en)
- Despo Diamantidou